# 小樽しゃこ祭
小樽しゃこ祭（おたるしゃこまつり）は、北海道小樽市で開催されていたイベント。2008年（平成20年）に開始され、2018年（平成30年）まで開催されていた。小樽産のシャコが来客に提供され、シャコ浜鍋や茹でシャコ実演販売など、小樽産海産物や創作料理を味わうことのできるイベントである。

## 概要
小樽特産のシャコを観光客や小樽市民に提供すること、小樽産シャコのブランド化、知名度向上を目的として企画された。北海道内の漁業で採れるシャコは、大半は地元で茹でて消費される他、寿司のねたとして北海道内外の寿司店に販売されているが、料理のバリエーションが少ないため、企画当時の2008年頃には消費が低迷し、価格も下落傾向であった。そこで小樽市漁業協同組合が郷土の味を甦らせることを呼びかけ、これに小樽観光協会が応える形で、企画が開始された。
2008年11月に、第1回が「おたる産しゃこ祭」の名で開催された。11月14日からは第2弾として、民宿青塚食堂や小樽朝里クラッセホテルなど、小樽市内のホテルや飲食店など11か所で、シャコのオリジナルメニューを提供する料理フェアが開催された。
第1回の好評を受け、翌2009年（平成21年）には小樽市色内の運河公園で第2回開催が決定。2012年（平成24年）の第5回開催時からは、従来使用していた駐車場の確保が困難となり、小樽市内中心部へ来場者を招く目的で、開催場所が、小樽市港町の小樽港第3号ふ頭多目的広場（5年後の2017年に愛称が「おたるマリン広場」に決定）へ変更された。
2019年（令和元年）には、シャコの漁獲量が前年の約24パーセントに留まったことで、初の開催中止が決定した。その後も新型コロナウイルスの影響や、シャコの仕入値の高騰化などの問題によって、2018年（平成30年）の第11回を最後として、開催が終了された。

## 反響
第1回開催時は、11月8日から9日までの2日間の開催中に、予想を上回る5千人以上が訪れる盛況となった。試作品のシャコの飯寿司が開始3分で完売するなど、シャコが早々と品切れして、来場者の一部から不満が出るほどであった。観光協会は「好評の原因は、やはり味の良さ」と手応えを語った。漁協が五千部用意した「食べ方ガイド」の冊子も配り終えた。
2010年（平成22年）の第3回は、小樽朝里クラッセホテルが新商品「しゃこ入りラー油」を販売したところ、200個がすぐに完売、問合せが殺到したため、急遽ホテルで増産して販売が行われるほどの好評を博した。
2012年開催の第5回では、開催日の悪天候や、北海道日本ハムファイターズのパ・リーグ優勝パレードが重なるなどの悪条件が重なる中でも、2万人以上の盛況となった。会場が、それまでの小樽運河公園から小樽港第3埠頭へ変更になったことで、観光客が立ち寄りやすいとの効果も見られた。駐車場の順番を待つ車列ができたものの、交通の便など概ね好評であり、駅前通りでは、会場へ向かう人の波ができていた。2015年開催の第8回では、開店前からシャコを買い求める長蛇の列ができ、営業時間を早めて開催するほどであった。
2018年（平成30年）開催の第11回では、シャコの漁獲量が前年より約4割に落ち込んだにもかかわらず、小樽産のシャコ約3万匹が確保され、2日間で2万人以上が訪れる盛況となった。同2018年秋は9月に発生した北海道胆振東部地震の影響で観光客が減少していたが、この祭りや、小樽ゆき物語の開催が、観光客数の回復の要因の一つとなった。